# محمود عسگری و عیاض مرهونی

لحظه آماده‌سازی برای اجرای حکم اعدام محمود عسگری و عیاض مرهونی با طناب دار.

محمود عسگری و عیاض مرهونی دو نوجوان به ترتیب ۱۶ و ۱۸ ساله بودند که در ژوئیه ۲۰۰۵ در شهر مشهد در استان خراسان کشور ایران به جرم لواط با روش به دار آویختن اعدام شدند.
اعدام این دو نوجوان در حالی که موضوعاتی در رابطه با ارتباط همجنسگرایانه بین این نوجوانان همچنان مجهول و حل نشده باقی مانده بود و همینطور نقض آشکار پیمان‌نامه حقوق کودک اعتراضات زیادی را در جهان برانگیخت. تصاویری از اعدام این دو نوجوان در فیلم هلندی فتنه هم وجود دارد.